# العلاقات الأرجنتينية الناميبية
العلاقات الأرجنتينية الناميبية هي العلاقات الثنائية التي تجمع بين الأرجنتين وناميبيا.

## مقارنة بين البلدين
هذه مقارنة عامة ومرجعية للدولتين:
| وجه المقارنة                                              | الأرجنتين                                               | ناميبيا      |
| --------------------------------------------------------- | ------------------------------------------------------- | ------------ |
| المساحة (كم2)                                             | 2.78 مليون                                              | 825.62 ألف   |
| عدد السكان (نسمة)                                         | 44.27 مليون                                             | 2.53 مليون   |
| الكثافة السكانية (ن./كم²)                                 | 15.92                                                   | 3.06         |
| العاصمة                                                   | بوينس آيرس                                              | ويندهوك      |
| اللغة الرسمية                                             | اللغة الإسبانية                                         | لغة إنجليزية |
| العملة                                                    | البيزو الأرجنتيني 1983 ‏، بيزو أرجنتيني، أسترال أرجنتيني | دولار ناميبي |
| الناتج المحلي الإجمالي (بليون دولار)                      | 637.59 مليار                                            | 13.24 مليار  |
| الناتج المحلي الإجمالي (تعادل القوة الشرائية) بليون دولار | 883.02 مليار                                            | 25.60 مليار  |
| الناتج المحلي الإجمالي الاسمي للفرد دولار أمريكي          | 13.43 ألف                                               | 4.67 ألف     |
| الناتج المحلي الإجمالي للفرد دولار أمريكي                 |                                                         | 9.96 ألف     |
| مؤشر التنمية البشرية                                      | 0.827                                                   | 0.628        |
| رمز المكالمات الدولي                                      | +54                                                     | +264         |
| رمز الإنترنت                                              | .ar                                                     | .na          |
| المنطقة الزمنية                                           | 00                                                      | ت ع م+02:00  |

## منظمات دولية مشتركة
يشترك البلدان في عضوية مجموعة من المنظمات الدولية، منها:
| علم المنظمة | اسم المنظمة                        | تاريخ انضمام الأرجنتين | تاريخ انضمام ناميبيا |
| ----------- | ---------------------------------- | ---------------------- | -------------------- |
|             | البنك الإفريقي للتنمية             | ?                      | ?                    |
|             | يونسكو                             | 15 سبتمبر 1948         | 2 نوفمبر 1978        |
|             | مؤسسة التمويل الدولية              | 13 أكتوبر 1959         | 25 سبتمبر 1990       |
|             | منظمة حظر الأسلحة الكيميائية       | ?                      | ?                    |
|             | الأمم المتحدة                      | 24 أكتوبر 1945         | 23 أبريل 1990        |
|             | الاتحاد الدولي للاتصالات           | 1889                   | 25 يناير 1984        |
|             | منظمة الشرطة الجنائية الدولية      | ?                      | ?                    |
|             | البنك الدولي للإنشاء والتعمير      | 20 سبتمبر 1956         | 25 سبتمبر 1990       |
|             | الاتحاد البريدي العالمي            | ?                      | ?                    |
|             | وكالة ضمان الاستثمار متعدد الأطراف | 11 فبراير 1992         | 25 سبتمبر 1990       |
|             | منظمة التجارة العالمية             | ?                      | ?                    |

## وصلات خارجية
- موقع وزارة الخارجية الأرجنتينية